# Ariadna javana
Espèce
Ariadna javana est une espèce d'araignées aranéomorphes de la famille des Segestriidae.

## Distribution
Cette espèce est endémique du Java en Indonésie.

## Étymologie
Son nom d'espèce lui a été donné en référence au lieu de sa découverte, Java.

## Publication originale
- Kulczyński, 1911 : Symbola ad faunam Aranearum Javae et Sumatrae cognoscendam. II. Sicariidae, Dysderidae, Drassodidae, Zodariidae. Bulletin International de l'Academie des Sciences de Cracovie. Classe des Sciences Mathematiques et Naturelles, vol. 1911, p. 451-496.